# Grand prix de littérature dramatique
Le grand prix de la littérature dramatique est un prix littéraire français qui récompense le texte d'un auteur dramatique francophone.

## Historique
Créé en 2005 à l'initiative de Renaud Donnedieu de Vabres, ministre de la Culture et de la Communication, le grand prix de la littérature dramatique a pour vocation de mettre en valeur le texte dramatique en tant qu'objet éditorial et littéraire, indépendant de toute réalisation scénique, afin de favoriser la reconnaissance des écrivains de théâtre, auteurs à part entière. Il met en lumière un secteur éditorial d'une cinquantaine d'éditeurs qui publient et diffusent plus de 200 pièces chaque année. Le grand prix de littérature dramatique est ouvert à la francophonie.
Sous l'égide d'ARTCENA, centre national des arts de la rue, du cirque et du théâtre, il est remis dans le même temps que le grand prix de la littérature dramatique jeunesse lors d'une cérémonie qui se déroule depuis 2015 au sein du Conservatoire national supérieur d'art dramatique à Paris.

## Lauréats depuis 2005
- 2005 : Marc Dugowson
- 2006 : Denise Bonal et Daniel Danis
- 2007 : Joël Pommerat ; mention spéciale : Mohamed Kacimi
- 2008 : Michel Deutsch et David Lescot
- 2009 : Christophe Pellet
- 2010 : Gérard Watkins
- 2011 : Claudine Galéa
- 2012 : Pascal Rambert
- 2013 : Alexandra Badea
- 2014 : Clémence Weill
- 2015 : Michel Vinaver
- 2016 : Mohamed El Khatib
- 2016 : Nathalie Papin (catégorie jeunesse)
- 2017 : Koffi Kwahulé
- 2017 : Dominique Richard (catégorie jeunesse)
- 2018 : Jean Cagnard
- 2018 : Fabrice Melquiot (catégorie jeunesse)
- 2019 : Wajdi Mouawad
- 2019 : Claudine Galea (catégorie jeunesse)
- 2020 : Catherine Benhamou
- 2020 : Sophie Merceron (catégorie jeunesse)
- 2021 : Pauline Peyrade
- 2021 : Sophie Merceron (catégorie jeunesse)
- 2022 : Gérard Watkins
- 2022 : Stéphane Jaubertie (catégorie jeunesse)
- 2023 : Pierre Koestel
- 2024 : Magali Mougel
- 2024 : Marie-Christine Lê-Huu (catégorie jeunesse)

## Éditions des grands prix de littérature dramatique

### 2005
Doté de 3 000 euros par le ministère en partenariat avec les Écrivains associés du théâtre et la SACD, le grand prix est remis le 9 mai 2005 par l'Association Aneth (Aux nouvelles écritures théâtrales) (coordinatrice et organisatrice du grand prix).
Auparavant, deux tours avaient été organisés :
1. Trois pièces sont sélectionnées par chaque membre du jury, au plus tard le 4 avril 2005.
2. Réunion des membres du jury à l’hôtel de Massa, à l’Association ANETH, le 20 avril à 18 h, en vue de sélectionner, après en avoir délibéré, cinq livres qui seront en lice pour le 3e tour du grand prix de littérature dramatique.

Jury
- Xavier Durringer (président)
- Bruno Allain
- Michel Azama
- Jean-Marie Besset
- Denise Chalem
- Aziz Chouaki
- Nathalie Fillion
- Yves Lebeau
- Élie Pressmann
- Karin Serres

Nommés à l'issue du deuxième tour
- Dans le Vif de Marc Dugowson, L'Avant-scène théâtre
- S'opposer à l'Orage de Christophe Pellet, L'Arche
- Les Idiots de Claudine Galéa, Espaces 34
- Le Mioche de Philippe Aufort, L'Ecole des Loisirs
- Ouasmok ? de Sylvain Levey, Éditions Théâtrales

Lauréat
- Dans le Vif de Marc Dugowson, Avant-Scène théâtre

### 2006
Deux lauréats, un français et un francophone, sont désignés le 24 avril 2006 par un jury de douze écrivains de théâtre qui ont lu des œuvres publiées en 2005 et n’ayant pas fait l’objet d’une mise en scène figurant dans le catalogue des Molières 2006.
Les deux lauréats reçoivent ce prix doté de 2 500 euros chacun remis par le ministère de la Culture et de la Communication, le Centre national du livre et la SACD.
Auparavant, deux tours ont été organisés :
1. 20 février : trois pièces françaises et trois pièces « francophones » sont sélectionnées par chaque membre du jury ;
2. fin mars : réunion des membres du jury à l'hôtel de Massa, à l'Association ANETH, en vue de sélectionner, après en avoir délibéré, d'une part le lauréat francophone d'autre part les cinq écrivains français qui seront en lice pour le troisième tour.

Jury
- Eduardo Manet (président)
- Philippe Dorin
- Marc Dugowson
- Filip Forgeau
- Mohamed Kacimi
- Serge Kribus
- Marie-Line Laplante
- Philippe Minyana
- Pierre Notte
- Dominique Paquet
- Natacha de Pontcharra
- Pauline Sales

Nommés français à l'issue du deuxième tour
- De dimanche en dimanche de Denise Bonal, Éditions théâtrales
- Flexible, Hop hop d'Emmanuel Darley, Actes Sud
- Les Violettes d'Emmanuelle Destremau, Le bruit des autres/éditions de l'Amandier
- Misterioso 119 de Koffi Kwahulé, Éditions théâtrales
- Erich von Stroheim de Christophe Pellet, L'Arche
- Grammaire des Mammifères de William Pellier, Espaces 34
- Les Vainqueurs d'Olivier Py, Actes Sud

Lauréat français
- De dimanche en dimanche de Denise Bonal, Éditions théâtrales

Nommés francophones
- e de Daniel Danis (Canada), L'Arche / Leméac
- La Chanson de l'Eléphant de Nicolas Billon (Canada), Leméac
- La Parenthèse de Pierre Gope (Nouvelle-Calédonie), Éditions Traversées
- Quêtes de José Pliya (Bénin), L'Avant-scène théâtre
- Richard III n'aura pas lieu de Matéi Visniec (Roumanie), Lansman

Lauréat francophone
- e de Daniel Danis (Canada), L'Arche / Leméac

### 2007
Doté de 2 500 euros, il est remis le 2 avril 2007 par un jury uniquement composé d'écrivains de théâtre.
Le vote s'est déroulé en trois tours :
1. 5 février : sélection de 26 pièces parmi les 78 présentées par les différents éditeurs.
2. 8 mars : réunion des membres du jury à l’hôtel de Massa, à l'ANETH, en vue de désigner, après en avoir délibéré, les cinq écrivains qui seront en lice pour le troisième tour.
3. 30 mars : élection du lauréat.

Les six pièces nommées à l'issue du deuxième tour seront lues en public le lundi 11 juin 2007 au Théâtre du Vieux-Colombier par les comédiens du Jeune théâtre national (JTN).
Jury
- Olivier Py (président)
- Laurent Contamin
- Louise Doutreligne
- Christophe Honoré
- Gilles Granouillet
- Philippe Malone
- Emmanuelle Marie
- Jean-Marie Piemme
- Christian Siméon
- Biljana Srbljanović
- Luc Tartar

Nommés à l'issue du deuxième tour
- Catharsis de Gustave Akakpo, Lansman Editeur
- Une Virée d'Aziz Chouaki, Éditions Théâtrales
- Terre Sainte de Mohamed Kacimi, L'Avant-scène théâtre
- Forêts de Wajdi Mouawad, Actes Sud-Papiers
- Les Marchands de Joël Pommerat, Actes Sud-Papiers
- Louise les Ours de Karin Serres, L'École des loisirs

Lauréats
- Les Marchands de Joël Pommerat, Actes Sud-Papiers
- Mention spéciale : Terre Sainte de Mohamed Kacimi, L'Avant-scène théâtre

### 2008
Doté de 2 500 euros, il est remis le 24 juin 2008 par un jury uniquement composé d'écrivains de théâtre au Théâtre de l'Odéon.
Jury
- Olivier Py (président)
- Louise Doutreligne
- Christophe Honoré
- Claudine Galéa
- Mohamed Kacimi
- Koffi Kwahulé
- Elisabeth Mazev
- Jean-Marie Piemme
- Natacha de Pontcharra
- Karin Serres
- Christian Siméon
- Biljana Srbljanović

Nommés à l'issue du deuxième tour
- Les tortues viennent toutes seules de Denise Bonal, éditions Théâtrales
- La Décennie rouge de Michel Deutsch, Christian Bourgois Éditeur
- Jojo au bord du monde de Stéphane Jaubertie, éditions Théâtrales, coll. « Jeunesse »
- L'Européenne de David Lescot, Actes Sud-Papiers
- Pour rire pour passer le temps de Sylvain Levey, éditions Théâtrales

Lauréats
- La Décennie rouge de Michel Deutsch, Christian Bourgois Éditeur
- L'Européenne de David Lescot, Actes Sud-Papiers

### 2009
Doté de 2 500 euros, il est remis le 2 juin 2009 au Théâtre des Abbesses.
À l'occasion des 5 ans du grand prix, une rencontre entre le lauréat 2009 et Denise Bonal (lauréate 2006) a été organisée le 9 juin 2009 à l'Institut culturel hongrois.
Jury
- Daniel Besnehard (président)
- Arnaud Cathrine
- Rémi De Vos
- Claudine Galéa
- Koffi Kwahulé
- Elisabeth Mazev
- Christina Mirjol
- Véronique Olmi
- Christine Reverho
- Karin Serres
- Jean-Pierre Siméon
- Frédéric Vossier

Nommés à l'issue du deuxième tour
- La Petite Pièce en haut de l'escalier de Carole Fréchette, Leméac / Actes-Sud Papiers
- Encore un jour sans de Samuel Gallet, Éditions Espaces 34
- La Conférence de Christophe Pellet, L'Arche
- Les Arrangements de Pauline Sales, Les Solitaires Intempestifs
- Couteau de nuit de Nadia Xerri-L, Actes-Sud Papiers

Lauréat
- La Conférence de Christophe Pellet, L'Arche

### 2010
Jury
- Daniel Besnehard (président)
- Mario Batista
- Joseph Danan
- Chloé Delaume
- Emmanuelle Destremau
- David Lescot
- Christina Mirjol
- Christine Montalbetti
- Christine Reverho
- Elsa Solal
- Bernard Souviraa
- Nadia Xerri-L

Nommés à l'issue du deuxième tour
- Le Mardi à Monoprix d'Emmanuel Darley, Actes Sud-Papiers
- L'Affiche de Philippe Ducros, Lansman Editeur
- Septembres de Philippe Malone, Éditions Espaces
- Bois sacré de Frédéric Vossier, Quartett
- Identité de Gérard Watkins, Voix navigables

Lauréat
- Identité de Gérard Watkins, Voix navigables

### 2011
Doté de 4 000 euros, le prix est remis le 7 novembre 2011 à la brasserie Bofinger.
Jury
- Pauline Sales (présidente)
- Mathieu Bertholet
- Denise Chalem
- Marie Dillasser
- Philippe Dorin
- Samuel Gallet
- Jean-René Lemoine
- David Lescot
- Jean-Marie Piemme
- Karin Serres
- Carole Thibaut
- Gérard Watkins

Nommés à l'issue du deuxième tour
- Orgueil, poursuite et décapitation de Marion Aubert, Actes Sud-Papiers
- Le Menhirde Jean Cagnard, Éditions Théâtrales
- Au pied du mur sans porte de Lazare, Voix Navigables
- Ste de Sabryna Pierre, Éditions Théâtrales

Lauréat
- Au bord de Claudine Galéa, Éditions Espaces 34

### 2012
Doté de 4 000 euros, le grand prix est remis le 12 novembre 2012 à la brasserie Bofinger.
Jury
- David Lescot (président)
- Anne‑Françoise Benhamou
- Nathalie Fillion
- Claudine Galéa
- Anne Kessler
- Ludovic Lagarde
- Hélène Lenoir
- Jean‑Daniel Magnin
- Gildas Milin
- Catherine Nicolas
- Michel Rostain

Nommés français à l'issue du deuxième tour
- Les morts qui touchent de Alexandre Koutchevsky, L’Entretemps Matériau
- NEMA de Koffi Kwahulé,Éditions Théâtrales
- Nous les vagues de Mariette Navarro, Quartett
- Lotissement de Frédéric Vossier, Quartett

Lauréat
- Clôture de l'amour de Pascal Rambert[4], Les Solitaires intempestifs

### 2013
Doté de 4 000 euros, le grand prix est remis le 18 novembre 2012 à la brasserie Bofinger.
Jury
- Sylvia Bergé (présidente)
- Anne‑Françoise Benhamou
- Valérie Baran
- Monique de Montrémy
- Natacha de Pontcharra
- Marie-Armelle Deguy
- Louise Doutreligne
- Michel Didym
- Joëlle Gayot
- Simon Grangeat
- Gilles Granouillet
- Camille Laurens
- Philippe Malone

Nommés français à l'issue du deuxième tour
- Les morts qui touchent de Alexandre Koutchevsky, L’Entretemps Matériau
- Christine, la reine-garçon de Michel Marc Bouchard, Éditions Leméac
- Caillasses de Laurent Gaudé, Actes Sud-Papiers
- Ici, ici, icide Lancelot Hamelin, Quartett
- Erwin Motor, dévotion de Magali Mougel, Éditions Espaces 34

Lauréat
- Pulvérisés de Alexandra Badea, L'Arche

### 2014
Doté de 4 000 euros, le grand prix est remis le 17 novembre 2014 à la brasserie Bofinger.
Jury
- Laure Adler (présidente)
- François Bégaudeau (vice-président)
- Alexandra Badea
- Dominique Chryssoulis
- Michel Dydim
- Jean-Paul Farré
- Frédéric Franck
- Bernard Garnier
- Joëlle Gayot
- Danièle Lebrun
- Caroline Marcilhac[5]

Nommés français à l'issue du deuxième tour
- Sous l'armure de Catherine Anne, L’École des loisirs
- Des idiots nos héros de Moreau, Éditions Théâtre Ouvert-Tapuscrit
- Suzy Storck de Magali Mougel, Éditions Espaces 34
- 2 h 14 de David Paquet, Actes Sud-Papiers/Leméac

Lauréat
- Pierre. Ciseaux. Papier de Clémence Weill, Éditions Théâtrales

### 2015
Doté de 4 000 euros, le grand prix est remis le 9 novembre 2015 au Centre national du théâtre.
Jury
- Jean-René Lemoine (président)
- Maïa Bouteillet
- Hubert Colas
- Dominique Chryssoulis
- Gilles David
- Michel Didym
- Mohamed El Khatib
- Joëlle Gayot
- Marguerite Gourgue
- Bernard Garnier
- Claire Lasne-Darcueil
- Clémence Weill

Nommés français à l'issue du deuxième tour
- La Fusillade sur une plage d’Allemagne de Simon Diard, Éditions Théâtre Ouvert-Tapuscrits
- Chaîne de montage de Suzanne Lebeau, Éditions Théâtrales & Leméac Éditeur (pour le Québec)
- Sauver la peau de David Léon, Éditions Espaces 34
- Bettencourt Boulevard ou une Histoire de France de Michel Vinaver, L’Arche Éditeur

Lauréat
- Bettencourt Boulevard ou une Histoire de France de Michel Vinaver, L’Arche Éditeur

Prix de la Belle Saison 2015
- Suzanne Lebeau pour l’ensemble de son œuvre Jeunesse[6]
- Sylvain Levey pour l’ensemble de son œuvre Jeunesse[7]

### 2016
Doté de 4 000 euros, le grand prix est remis le 17 octobre 2016 au Conservatoire national supérieur d’art dramatique.
Nommés français à l'issue du deuxième tour
- La Baraque d’Aiat Fayez, L'Arche éditeur
- Des cows-boys de Sandrine Roche, éditions Théâtrales
- Et dans le trou de mon cœur, le monde entier de Stanislas Cotton, Lansman éditeur
- Seuls les vivants peuvent mourir d’Aurore Jabob, éditions Théâtre Ouvert
- Münchhausen ? de Fabrice Melquiot, L'Arche éditeur
- Stroboscopie de Sébastien Joanniez, éditions Théâtrales

Lauréats
- Finir en beauté de Mohamed El Khatib[8], Les Solitaires intempestifs
- Léonie et Noélie de Nathalie Papin[9], L'École des loisirs (catégorie jeunesse)

### 2017
Le grand prix est remis le 9 octobre 2017 au Conservatoire national supérieur d’art dramatique.
Lauréats
- L'Odeur des arbres de Koffi Kwahulé, Éditions Théâtrales
- Les Discours de Rosemarie de Dominique Richard[11], Éditions Théâtrales (catégorie jeunesse)

### 2018
Le grand prix est remis le 15 octobre 2018 au Conservatoire national supérieur d’art dramatique.
Lauréats
- Quand toute la ville est sur le trottoir d'en face de Jean Cagnard, Éditions Espaces 34
- Les Séparables de Fabrice Melquiot, L'Arche Éditeur (catégorie jeunesse)

### 2019
Le grand prix est remis le 14 octobre 2019 au Conservatoire national supérieur d’art dramatique.
Lauréats
- Tous des oiseaux de Wajdi Mouawad, Leméac/Actes Sud-Papiers
- Noircisse de Claudine Galea, Éditions Espaces 34 (catégorie jeunesse)

### 2020
Finalistes
- La Truite de Baptiste Amann, Tapuscrit / Théâtre Ouvert
- Romance de Catherine Benhamou, Koïnè
- L’Histoire mondiale de ton âme (I - Les créatures ne veulent pas être des ombres) de Enzo Cormann, Les Solitaires Intempestifs
- Soudain Romy Schneider de Guillaume Poix, Éditions Théâtrales
- Blanche-Neige, histoire d’un Prince de Marie Dilasser, Les Solitaires Intempestifs (catégorie jeunesse)
- Avril de Sophie Merceron, École des loisirs (catégorie jeunesse)

Lauréats
- Romance de Catherine Benhamou, Koïnè
- Avril de Sophie Merceron[16], L'École des loisirs (catégorie jeunesse)

### 2021
Finalistes
- Neuf mouvements pour une cavale de Guillaume Cayet, Editions Théâtrales
- Gratte-ciel de Sonia Chiambretto, L'Arche Editeur
- Le Iench d'Eva Doumbia, Actes Sud-Papiers
- A la carabine de Pauline Peyrade, Les Solitaires Intempestifs
- Manger un phoque de Sophie Merceron, Ecole des Loisirs (catégorie jeunesse)
- Normalito de Pauline Sales, Les Solitaires Intempestifs (catégorie jeunesse)

Lauréats
- À la carabine de Pauline Peyrade[18], Les Solitaires intempestifs
- Manger un phoque de Sophie Merceron[18], L'École des loisirs (catégorie jeunesse)

### 2022
Jury
- Laëtitia Guédon (président)
- Marjolaine Baronie
- Charles Berling
- Christophe Brault
- Pauline Bouchet
- Chris Campbell
- Judith Henry
- Arnaud Laporte
- Christophe Lemaire
- Thomas Quillardet
- Annabelle Sergent
- Adrien de Van
- Aurélie Van Den Daele
- Élise Vigier

Finalistes
- Nassara de Carole Fréchette, Leméac Editeur
- La Réponse des Hommes de Tiphaine Raffier, L’Avant-Scène Théâtre
- Les Forteresses de Gurshad Shaheman, Les Solitaires intempestifs
- Scènes de violences conjugales de Gérard Watkins, Esse que éditions
- Histoire(s) de France de Amine Adjina, Actes Sud-Papiers (catégorie jeunesse)
- Lucienne Eden ou l’Île perdue de Stéphane Jaubertie, Editions Théâtrales (catégorie jeunesse)

Lauréats,
- Scènes de violences conjugales de Gérard Watkins, Esse que éditions
- Lucienne Eden ou l'île perdue de Stéphane Jaubertie, Editions Théâtrales (catégorie jeunesse)

### 2023
Jury
- Christophe Lemaire (président)
- Benoît André
- Véronique Bellegarde
- Mathieu Bertholet
- Pauline Bouchet
- Emilie Capliez
- Ludmilla Dabo
- Julien Gosselin
- Laurent Goumarre
- Lee-Fou Messica
- Laurent Poitrenaux
- Annabelle Sergent
- Adrien de Van
- Aurélie Van Den Daele

Finalistes
- Mon visage d’insomnie de Samuel Gallet, Espaces 34
- Après nous, les ruines de Pierre Koestel, Editions Tapuscrit/Théâtre Ouvert
- Seuil de Marylin Mattei, Editions Tapuscrit/Théâtre Ouvert
- Sans modération(s) de Azilys Tanneau, Lansman éditeur
- Dear Prudence de Christophe Honoré, Les Solitaires Intempestifs (catégorie jeunesse)
- Jo&Léo de Julie Ménard, Koïnè (catégorie jeunesse)

Lauréats
- Après nous, les ruines de Pierre Koestel, Editions Tapuscrit/Théâtre Ouvert
- Dear Prudence de Christophe Honoré, Les Solitaires Intempestifs (catégorie jeunesse)

### 2024
Jury
- Ludmilla Dabo (présidente)
- Benoît André
- Véronique Bellegarde
- Mathieu Bertholet
- Anne-Françoise Benhamou
- Chloé Dabert
- Vincent Dissez
- Olivier Fregaville-Gratian d'Amore
- Betty Heurtebise
- Lee-Fou Messica
- Julie Sanerot
- Serge Tranvouez
- Jacques Vincey
- Emile Zeizig

Finalistes
- Déesses, je me maquille pour ne pas pleurer de Héloïse Desrivières, Éditions Théâtrales
- La Grande Dépression de Raphaël Gautier, Esse que éditions
- Lichen de Magali Mougel, Éditions Espaces 34
- Un sacre de Guillaume Poix, Éditions Théâtrales

Lauréats
- Lichen de Magali Mougel, Éditions Espaces 34
- Oiseau [Guide de survie] de Marie-Christine Lê-Huu, Lansman Éditeur (catégorie jeunesse)

### 2025
Jury
- Serge Tranvouez (président)
- Valérie Baran
- Anne-Françoise Benhamou
- Joël Brouch
- Alexandra Castellon
- Vincent Dissez
- Olivier Frégaville-Gratian d'Amore
- Betty Heurtebise
- Serge Rangoni
- Julie Sanerot
- Alexandra Tobelaim
- Jacques Vincey
- Alice Vivier
- Emile Zeizig